# Tessæ
Tessæ est une chanteuse, rappeuse et auteure-compositrice française née le 3 août 2001 à Marseille. Elle s’est fait connaître en 2019 grâce à son single viral Bling sur TikTok, tout en devenant une voix engagée contre le harcèlement scolaire et les troubles de santé mentale. En 2021, elle publie son autobiographie Frôler les murs, où elle relate son expérience de phobie scolaire, sa déscolarisation et sa reconstruction par la musique. Son histoire a inspiré le téléfilm Respire.

## Biographie

### Jeunesse et harcèlement scolaire
Née le 3 août 2001 à Marseille, Tessæ grandit dans un environnement familial musical, s’initiant au chant dès 9–10 ans et au piano de façon autodidacte. Depuis l’enfance, elle est victime de harcèlement scolaire, subissant intimidations physiques et psychologiques dès l’école primaire, entraînant phobie scolaire, déscolarisation à 16 ans et dépression. Tessæ a révélé dans plusieurs interviews être atteinte de troubles « dys », notamment une dyslexie, une dyspraxie et une dyscalculie. Ces difficultés ont été diagnostiquées durant sa scolarité et ont contribué à son mal-être à l’école.

### Débuts musicaux
Après sa déscolarisation, elle se tourne vers la musique et l’écriture, et compose ses premières chansons sérieuses. En 2019, elle participe à un concours organisé par Booba et gagne l’opportunité de se produire sur scène au festival We Love Green devant environ 40 000 personnes,.

### Percée
En 2019, elle connaît un viral succès avec le morceau Bling sur TikTok, cumulant des millions d’écoutes sur les plateformes de streaming. En 2020, elle publie deux EP : Printemps et Été, puis en 2021 sa première mixtape Saisons,.

### Œuvre littéraire et engagement
En 2020, Tessæ publie Frôler les murs (éditions Lattès), un livre autobiographique sur son parcours marqué par le harcèlement scolaire, la phobie et la dépression, et où elle évoque le rôle salvateur de la musique.

## Style et thèmes
Tessæ cultive une musique profondément personnelle et engagée, traitant du harcèlement, de la santé mentale, du sexisme. Elle oscille entre rap et pop alternative,.

## Réception et impact
Elle cumule plus de 20 millions de streams sur les plateformes musicales et plus de 10 millions de vues sur YouTube.
En 2022, elle donne son premier concert pour présenter Sérendipité le 25 mai à Melun.

## Adaptation audiovisuelle
En septembre 2023, l’histoire de Tessæ inspire le téléfilm Respire, diffusé sur M6, centré sur le harcèlement scolaire,. La version fictionnelle de Tessæ y est interprétée par Charlie Loiselier, aux côtés de Calogero.